# Dioxyna sororcula
Dioxyna sororcula är en tvåvingeart som först beskrevs av Christian Rudolph Wilhelm Wiedemann 1830.  Dioxyna sororcula ingår i släktet Dioxyna och familjen borrflugor. Inga underarter finns listade i Catalogue of Life.